# Haageocereus fascicularis

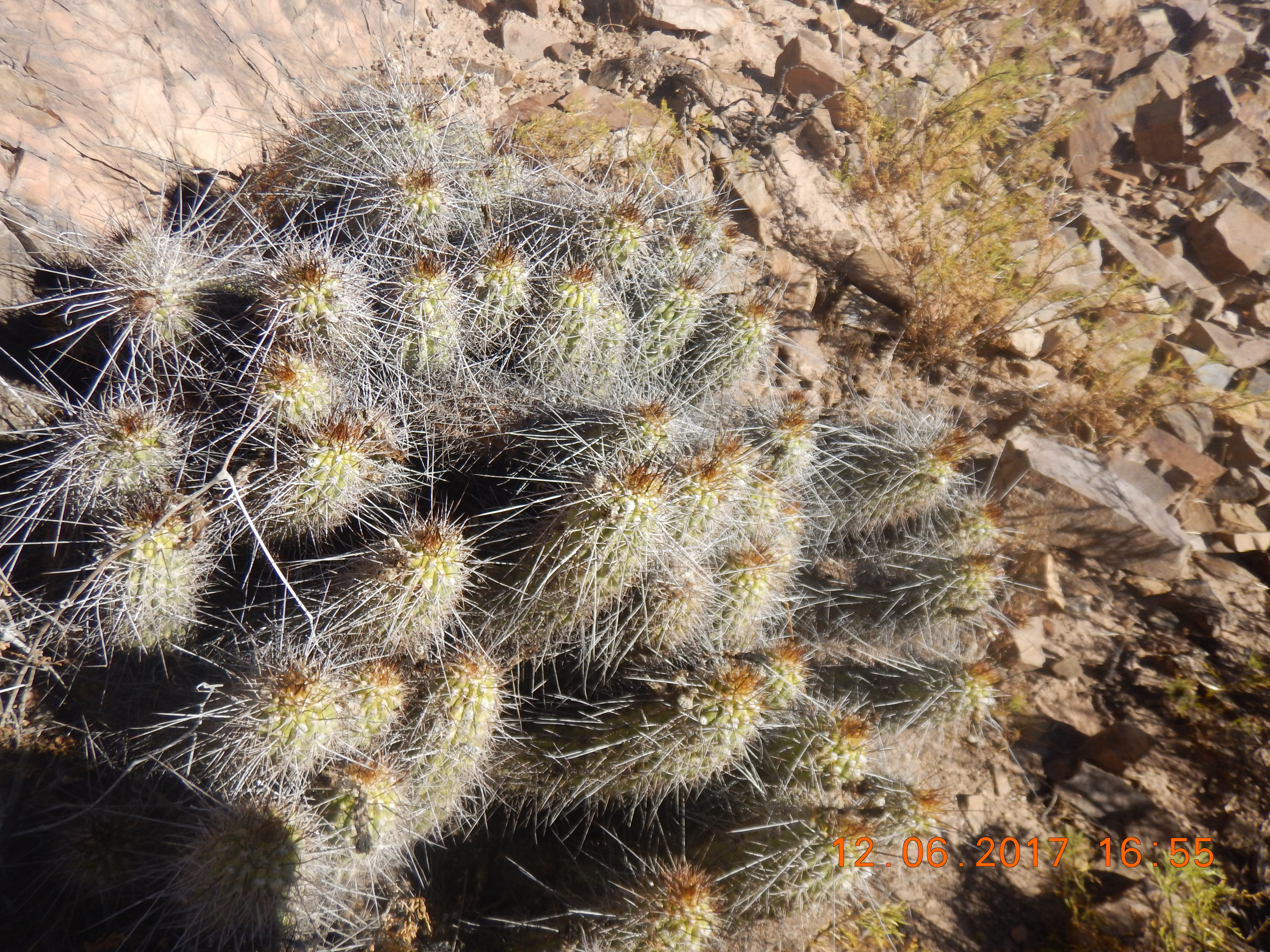
Haageocereus fascicularis

Haageocereus fascicularis o Quisco de la precordillera d'Arica, és una espècie de cactus de la família de les Cactaceae. És nativa de Tarapacá a Xile

## Descripció
És ramificat a la base, arriba a 1 m d'alçada, amb nombrosos braços de 5-10 dm de llarg x 4-7 cm de diàmetre. Presenta 11-18 colzes obtusos, amb aurèoles amb espines marrons, tornant-se grisos amb l'edat.
A l'estiu, la floració és nocturna. Treu flors blanques molt perfumades de 7-9 cm de llarg, amb pericarpi i tub floral cobert de pèls i de petites escates vermelles.

## Taxonomia
Haageocereus fascicularis va ser descrita per(Meyen) F.Ritter i publicada en Kakteen in Südamerika 3: 1125. 1980.
Etimologia

Haageocereus: nom genèric en honor del cognom de la família Haage, conreadors alemanys, i Cereus, en referència a la forma de columna de les seves tiges.
fascicularis epítet llatí que significa "fasciculada en paquets".
Sinonímia

- Cereus fascicularis Meyen
- Cactus fascicularis (Meyen) Meyen 1833
- Echinocactus fascicularis (Meyen) Steudel
- Trichocereus fascicularis (Meyen) Britton i Rose
- Weberbauerocereus fascicularis (Meyen) Backeberg[3]